# Buskasjön
Buskasjön är en sjö i Avesta kommun i Dalarna och ingår i Dalälvens huvudavrinningsområde. Sjön har en area på 0,158 kvadratkilometer och ligger 70,8 meter över havet. Sjön avvattnas av vattendraget Årängsån (Vallaån). Vid provfiske har en stor mängd fiskarter fångats, bland annat abborre, björkna, braxen och gers.

## Delavrinningsområde
Buskasjön ingår i det delavrinningsområde (668105-153630) som SMHI kallar för Utloppet av Buskasjön. Medelhöjden är 94 meter över havet och ytan är 3,87 kvadratkilometer. Räknas de 20 avrinningsområdena uppströms in blir den ackumulerade arean 131,39 kvadratkilometer. Årängsån (Vallaån) som avvattnar avrinningsområdet har biflödesordning 2, vilket innebär att vattnet flödar genom totalt 2 vattendrag innan det når havet efter 108 kilometer. Avrinningsområdet består mestadels av skog (64 procent) och jordbruk (22 procent). Avrinningsområdet har 0,08 kvadratkilometer vattenytor vilket ger det en sjöprocent på 2,2 procent.

## Fisk
Vid provfiske har följande fisk fångats i sjön:
- Abborre
- Björkna
- Braxen
- Gärs
- Gädda
- Karpfisk obestämd
- Löja
- Mört
- Sarv
- Sutare